# Carl Berthold Simon
Carl (auch: Karl) Berthold Simon (geb. 9. Dezember 1828; gest. 5. April 1901) war ein deutscher Bankier.

## Familie
Die jüdische Familie Veit war von den späten 1730er Jahren bis 1942 in Berlin ansässig. Der Berliner Zweig der Familie Veit beginnt mit dem Textil-Produzenten Juda(h) Veit Singer (geb. 1710 oder 1719 in Witzenhausen, gest. 8. Januar 1786 in Berlin), der sich 1738 in Berlin niederließ.
Carl Berthold Simons Eltern waren Hirsch (Hermann) Simon (geb. 1793 in Berlin, gest. 1847 in Schöneberg bei Berlin) und Henriette Veit (1798–1877).
Carl Berthold Simon war ein Enkel des Bankiers Philipp Veit (1758–1838) und ein Neffe des Verlegers und Politikers Moritz Veit (1808–1864).

## Leben
Carl Berthold Simon heiratete am 2. November 1854 Therese (Rös'chen) Schneider (geb. 1835 in Berlin, gest. 1899 ebenda), eine Tochter von Wigdor Levin Schneider.
Aus ihrer Ehe ging unter anderem der Rechtsanwalt und Notar Herman Veit Simon (geb. 1856 in Berlin, gest. 1914 in St. Blasien) und der Bankier Paul Veit Simon (geb. 1869 in Berlin, gest. 1935 ebenda) hervor. Paul Veit Simon führte gemeinsam mit seinem Vetter Moritz Veit Simon (geb. 1867 in Berlin, gest. 1934 ebenda) und dessen Schwager Edgar Rosenthal (geb. 1855 in Czarnikau, gest. 1927 in Berlin) das Bankhaus Veit fort, das im Jahr 1931 aufgrund wirtschaftlicher Schwierigkeiten liquidiert werden musste.
1856 trat Carl Berthold Simon der Gesellschaft der Freunde bei, zu deren Vorstand er ab den 1870er Jahren gehörte. Er wurde zunächst Prokurist, ab 1862 Teilhaber und später Senior-Chef des Familienbankhauses Gebrüder Veit & Co., das er gemeinsam mit seinem Bruder Theodor August Simon (geb. 1832 in Berlin, gest. 1903 ebenda) führte.
Carl Berthold Simon war Mitbegründer der am 6. Mai 1872 in Berlin eröffneten Hochschule für die Wissenschaft des Judentums.
Im Jahr 1891 wurde er zum Kommerzienrat ernannt.
Im Jahr 1900 gehörte Carl Berthold Simon der Finanzkommission der Ältesten der Kaufmannschaft von Berlin an.